# 西女滿別站

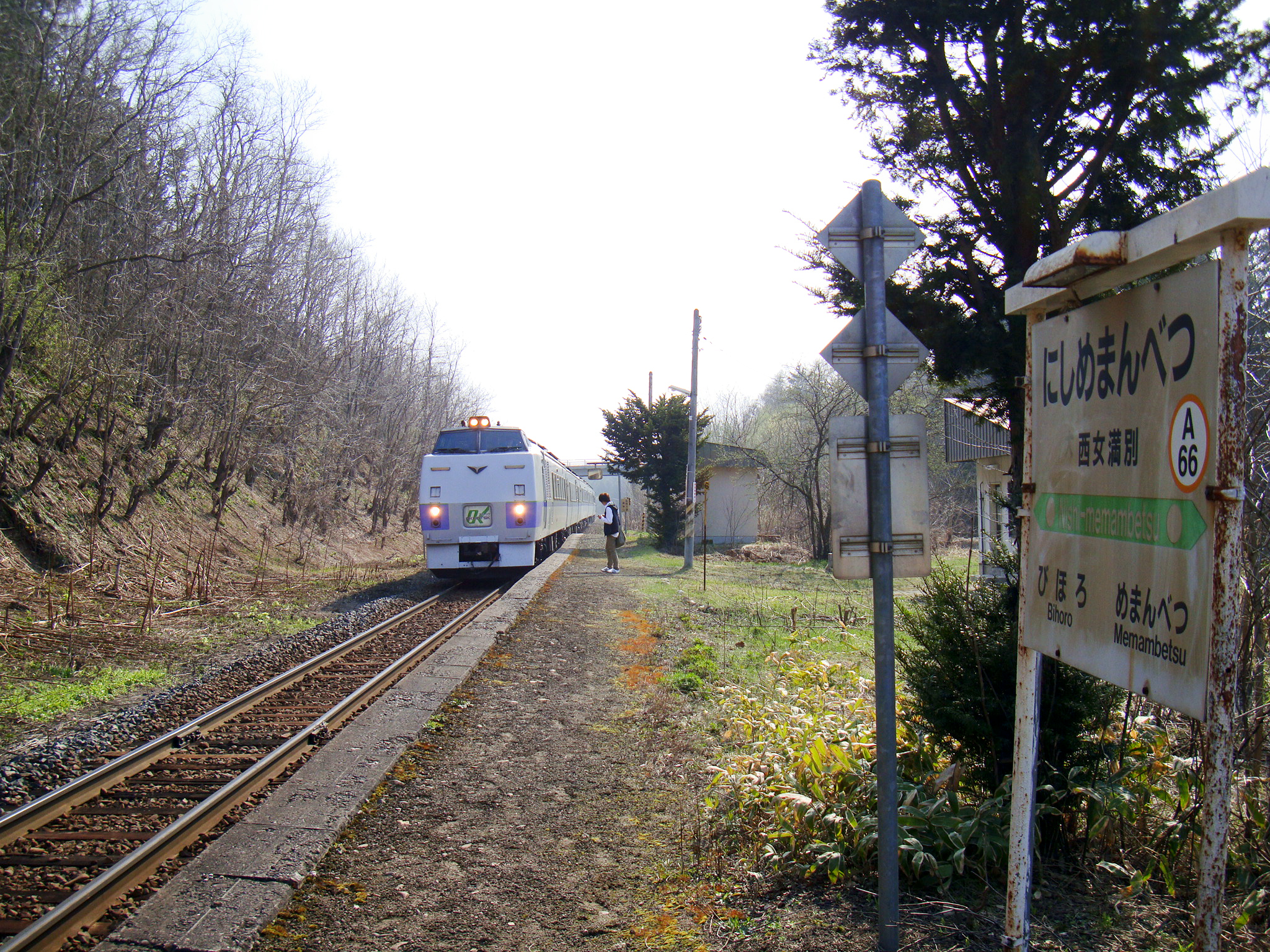
月台

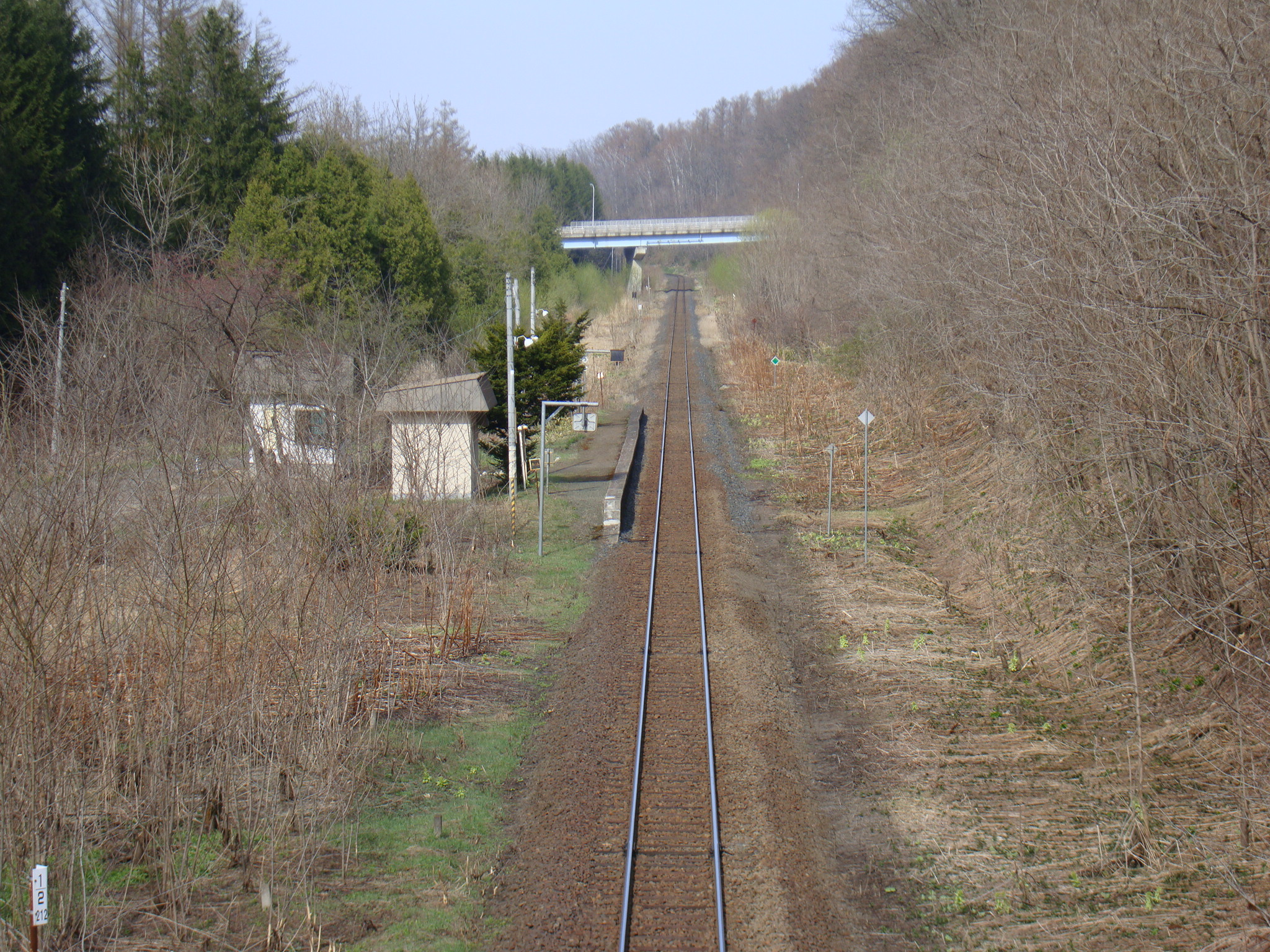
車站全景

西女滿別站（日语：／ Nishi-memambetsu eki */?）位於北海道網走郡大空町女滿別本鄉，是北海道旅客鐵道（JR北海道）石北本線上的車站。車站編號為A66。電報略號為ニメ。夜間只有一列普通列車通過本車站。
该站离女满别空港并不远（约2Km），但因接驳交通不完善且机场有前往北见、网走、女满别市区更方便的巴士，因此此站使用人数十分低迷。

## 車站構造
擁有岸式月台1面1線的地面車站。目前為無人車站，由網走站管理。車站設有小型候車室及留言簿。

## 車站周邊
附近為田地、原野、民宅與廢墟。
以下所列的主要道路約距車站1 km以上。
- 北海道道246號小清水女滿別線
  - 女滿別機場（約2 km）
  - 美幌繞道　女滿別機場交流道
- 國道39號
  - 網走巴士「19線西女滿別」車站

## 歷史
- 1947年（昭和22年）2月11日：由日本國有鐵道設立旭野臨時乘降場（あさひのかりじょうこうじょう）。僅辦理旅客業務。
- 1950年（昭和25年）1月15日：升格為站，改稱為西女滿別站。開始辦理行李業務。
- 1951年（昭和26年）：新建貨物月台。
- 1963年（昭和38年）4月1日：成為業務委託站。
- 1983年（昭和58年）1月10日：廢止行李處理的業務。車站無人化。
- 1987年（昭和62年）4月1日：國鐵分割民營化後成為北海道旅客鐵道（JR北海道）轄下的車站。
- 2005年（平成17年）10月3日：北見站－本站－女滿別機場試運轉DMV。

## 相鄰車站
北海道旅客鐵道（JR北海道）
■石北本線（下行4677D通過此站）
美幌（A65）－西女滿別（A66）－女滿別（A67）

## 相關項目
- 日本鐵路車站列表

## 外部連結
- （日語）JR北海道 – 西女滿別站（页面存档备份，存于）
- （日語）全驛參觀之旅 （页面存档备份，存于）